# Álvaro de Mendoza
Álvaro de Mendoza (-Valladolid, 19 de abril de 1586) fue un prelado español que llegó a ser obispo de Ávila y de Palencia; y ayudó a Teresa de Jesús en los primeros momentos de su reforma de la orden carmelita.

## Biografía
Nació en el seno de una familia de la alta nobleza castellana, siendo hijo de María Sarmiento y Pimentel, III condesa de Rivadavia; y de Juan Hurtado de Mendoza y Pereira de Noronha. Álvaro tuvo varios hermanos:
- María de Mendoza, casada en 1522 con Francisco de los Cobos, político al servicio de Carlos I de España.
- Diego Sarmiento de Mendoza, IV conde de Rivadavia,  adelantado mayor de Galicia, casado en 1523, con Leonor de Castro y Portugal, hija de Beatriz de Castro Osorio, III condesa de Lemos, y de Dinís de Portugal.
- Francisca de Mendoza, casada con Hernando de Ribadeneyra, regidor de Toledo.
- Bernardino de Mendoza, soltero.

Fue nombrado obispo de Ávila el 4 de septiembre de 1560. En esta diócesis tendría un papel fundamental como apoyo del proyecto de Teresa de Ahumada de fundar un convento carmelita que retomase la regla primitiva del Carmelo, el convento de San José de Ávila. El conocimiento de la santa lo tuvo por mediación de fray Pedro de Alcántara, quien escribió a Álvaro de Mendoza al respecto.
En junio de 1577 fue designado obispo de Palencia. En esta ciudad, consiguió la fundación de un convento de carmelitas descalzas.
Murió en Valladolid el 19 de abril de 1586, siendo enterrado en el presbiterio de la iglesia del convento de San José de Ávila.